# Отчёт Кольбера
Отчёт Кольбера (англ. The Colbert Report) — американская сатирическая телевизионная программа на Comedy Central, которую вёл актёр Стивен Кольбер.

## История
Идея шоу появилась в 2004 году, когда «The Daily Show», другая комедийная новостная программа канала Comedy Central, получила премию «Эмми». Было принято решение расширить формат. К тому времени Стивен Кольбер работал корреспондентом и сценаристом программы уже на протяжении 6 сезонов и задумал создать свой проект. За формат была принята крайне субъективная и про-республиканская политическая программа «The O’Reilly Factor» канала FOX News, которая стала часто выступать как объект сатиры в шоу Кольбера. Первый выпуск «Отчёта Кольбера» состоялся 17 октября 2005 года.
Программа выходила по вечерам с понедельника по четверг на Comedy Central. 10 апреля 2014 года было объявлено, что с 2015 года Стивен Кольбер займет место ведущего на передаче «Позднее шоу» после ухода Дэвида Леттермана. В этот же день Comedy Central анонсировало, что последний выпуск «Отчёта Кольбера» выйдет в конце 2014 года.

## Культурное влияние
В одном из первых выпусков программы Стивен Кольбер представил слово truthiness, означающее «истину», которую знают нутром, нежели на основе фактов или рациональных рассуждений. Впоследствии это слово получило широкое распространение, в частности в 2006 году Merriam-Webster выбрало его словом года, а The New York Times включило его в кроссворд 14 июня 2008 года.
В марте 2009 года НАСА запустило онлайн конкурс на название модуля МКС. Кольбер предложил назвать его своим именем. Название «Кольбер» победило с 230 539 голосами против 40 000 голосов за второе место с названием Serenity.
14 апреля 2009 года было объявлено, что модуль был назван Tranquility, однако беговую дорожку, которую разместили на модуле, было решено назвать C.O.L.B.E.R.T.

## Награды
«Отчёт Кольбера» был номинирован на 4 Эмми, 2 награды Ассоциации телевизионной критики и премию «Спутник».
В 2013 году передача была награждена премией Эмми в двух номинациях.